# Lincoln Silva
Lincoln do Vale Silva (Guarapuava, 11 april 1997) is een Braziliaans wielrenner die anno 2017 rijdt voor Soul Brasil Pro Cycling Team.

## Carrière
In 2016 nam Silva deel aan het nationale kampioenschap op de weg bij de elite, waar hij als zeventiende over de finish kwam. Later steeg hij echter een plaats, omdat Alex Diniz uit de uitslag werd geschrapt.
In 2017 werd Silva prof bij Soul Brasil Pro Cycling Team, dat vanwege een schorsing pas halverwege februari weer aan internationale wedstrijden mocht deelnemen.

## Ploegen
- 2017 –  Soul Brasil Pro Cycling Team

Affonso · Almeida · Cardoso · Chaman · Chamorro · Godoy · Gohr · Machado · Morais · Nazaret · Nicácio · Pinheiro · Pires · Ranghetti · D. Silva · L. Silva · Simón